# Ambassade de France au Kazakhstan
L'ambassade de France au Kazakhstan est la représentation diplomatique de la République française auprès de la république du Kazakhstan. Elle est située à Astana, la nouvelle capitale du Kazakhstan, et son ambassadeur est, depuis 2024, Sylvain Guiaugué.

## Ambassade
L'ambassade est située à Astana, qui est la capitale officielle du Kazakhstan depuis 1998. Elle est située au 4e étage du bâtiment « Renco » qui est aussi le siège des ambassades d'Allemagne, d'Italie, de Belgique, des Pays-Bas, du Japon et autres. Elle a été inaugurée en 2008 lorsque la plupart des partenaires européens de la France ont renforcé leur présence au Kazakhstan. Le consulat général de France est situé à Almaty, la principale ville et ancienne capitale du pays.

## Histoire
L'ambassade était jusqu'en 2008 installée à Almaty, dans une demeure de plus de 150 ans qui avait précédemment été occupée par l'ambassade des États-Unis. Elle était dotée en 2005 de tous les services habituels liés au niveau de représentation, avec 45 agents diplomatiques, expatriés et locaux. Ce bâtiment a été transformé en antenne diplomatique puis, en 2010, en consulat général avec compétence territoriale sur le Kazakhstan et le Kirghizistan.

## Ambassadeurs de France au Kazakhstan et au Kirghizistan
| De   | À    | Ambassadeur                  |
| ---- | ---- | ---------------------------- |
| 1992 | 1994 | Bertrand Fessard de Foucault |
| 1994 | 1999 | Alain Richard                |
| 1999 | 2003 | Serge Smessow                |
| 2003 | 2006 | Gérard Perrolet              |
| 2006 | 2009 | Alain Couanon                |
| 2009 | 2013 | Jean-Charles Berthonnet      |
| 2013 | 2017 | Francis Étienne              |
| 2017 | 2020 | Philippe Martinet            |
| 2020 | 2024 | Didier Canesse (d)           |
| 2024 | auj. | Sylvain Guiaugué             |

.

## Relations diplomatiques
Les relations diplomatiques entre la France et le Kazakhstan ont été établies le 25 janvier 1992 , un peu plus d'un mois après la proclamation de l'indépendance du pays le 16 décembre 1991.

## Consulats

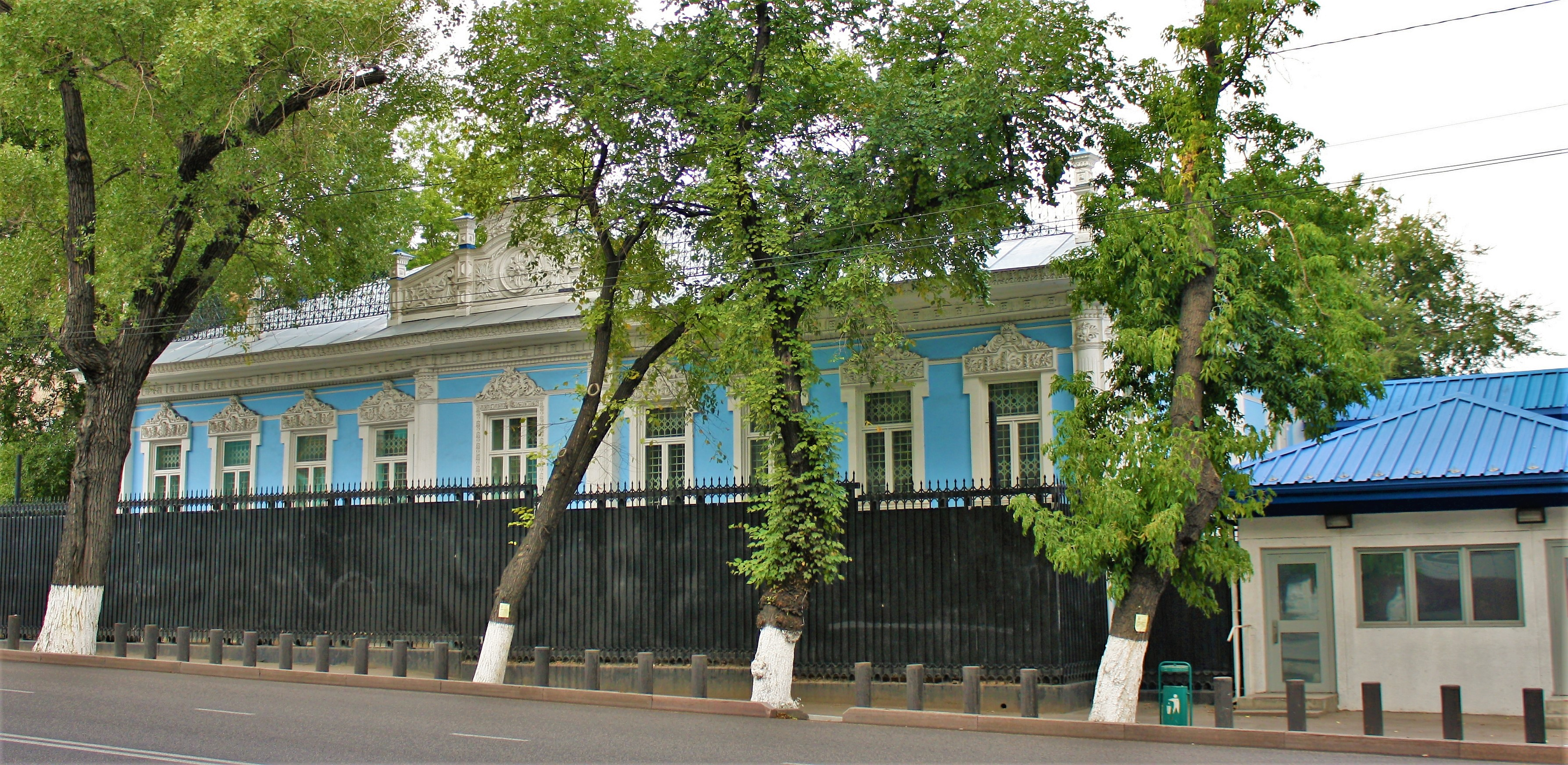
Le bâtiment du consulat de France à Almaty.

Le consulat général de France au Kazakhstan est basé depuis le 17 juillet 2010 à Almaty, ancienne capitale du pays, dans les locaux de l'ancien bureau d'ambassade. Il est aussi territorialement compétent pour les Français résidant au Kirghizistan. Jusqu'en 2009, le consulat était aussi compétent pour la circonscription du Tadjikistan avant qu'une section consulaire ne soit ouverte au sein de l'ambassade de France dans ce pays.

### Communauté française
Au 31 décembre 2016, 457 Français sont inscrits sur le registre consulaire au Kazakhstan, incluant les résidents du Kirghizistan.
| 2001 | 2002 | 2003 | 2004 |
| ---- | ---- | ---- | ---- |
| 120  | 111  | 111  | 154  |

| 2005 | 2006 | 2007 | 2008 |
| ---- | ---- | ---- | ---- |
| 227  | 298  | 278  | 314  |

| 2009 | 2010 | 2011 | 2012 |
| ---- | ---- | ---- | ---- |
| 353  | 374  | 417  | 385  |

| 2013 | 2014 | 2015 | 2016 |
| ---- | ---- | ---- | ---- |
| 416  | 457  | 461  | 457  |

### Circonscriptions électorales
Depuis la loi du 22 juillet 2013 réformant la représentation des Français établis hors de France avec la mise en place de conseils consulaires au sein des missions diplomatiques, les ressortissants français d'une circonscription recouvrant l'Afghanistan, l'Azerbaïdjan, l'Iran, le Kazakhstan, le Kirghizistan, l'Ouzbékistan, le Pakistan, le Tadjikistan et le Turkménistan élisent pour six ans trois conseillers consulaires. Ces derniers ont trois rôles : 
1. ils sont des élus de proximité pour les Français de l'étranger ;
2. ils appartiennent à l'une des quinze circonscriptions qui élisent en leur sein les membres de l'Assemblée des Français de l'étranger ;
3. ils intègrent le collège électoral qui élit les sénateurs représentant les Français établis hors de France.

Pour l'élection à l'Assemblée des Français de l'étranger, le Kazakhstan appartenait jusqu'en 2014 à la circonscription électorale de Moscou, comprenant aussi l'Arménie, l'Azerbaïdjan, la Biélorussie, la Géorgie, le Kirghizistan, la Moldavie, l'Ouzbékistan, la Russie, le Tadjikistan, le Turkménistan et l'Ukraine, et désignant un siège. Le Kazakhstan appartient désormais à la circonscription électorale « Asie centrale et Moyen-Orient » dont le chef-lieu est Dubaï et qui désigne quatre de ses 23 conseillers consulaires pour siéger parmi les 90 membres de l'Assemblée des Français de l'étranger.
Pour l'élection des députés des Français de l’étranger, le Kazakhstan dépend de la 11e circonscription.